# 十九条駅
十九条駅（じゅうくじょうえき）は、岐阜県瑞穂市十九条字河原にある、樽見鉄道樽見線の駅である。駅番号はTR04。

## 歴史
- 1956年（昭和31年）3月20日：国鉄樽見線の駅として開設[1]。旅客駅。
- 1984年（昭和59年）10月6日：第三セクター樽見鉄道へ転換、同社の駅となる[1]。

## 駅構造
単式ホーム1面1線を有する地上駅。仮乗降場のように簡素な作りだが、ホームはコンクリート製である。
無人駅。駅舎は無いが、ホーム上に待合所が設置されている。なお、自動券売機等は設置されていない。

## 利用状況
2019年度の1日平均乗車人員は62人である。
近年の1日平均乗車人員の推移は以下の通り。
| 年度   | 1日平均 乗車人員 | 出典             |
| ------ | ---------------- | ---------------- |
| 2003年 | 68               | [ 2 ]            |
| 2004年 | 66               | [ 3 ]            |
| 2005年 | 56               | [ 4 ]            |
| 2006年 | 56               | [ 5 ]            |
| 2007年 | 56               | [ 瑞穂市統計 2 ] |
| 2008年 | 56               | [ 瑞穂市統計 2 ] |
| 2009年 | 56               | [ 瑞穂市統計 2 ] |
| 2010年 | 56               | [ 瑞穂市統計 2 ] |
| 2011年 | 56               | [ 瑞穂市統計 3 ] |
| 2012年 | 56               | [ 瑞穂市統計 3 ] |
| 2013年 | 54               | [ 瑞穂市統計 3 ] |
| 2014年 | 58               | [ 瑞穂市統計 3 ] |
| 2015年 | 62               | [ 瑞穂市統計 3 ] |
| 2016年 | 72               | [ 瑞穂市統計 4 ] |
| 2017年 | 64               | [ 瑞穂市統計 4 ] |
| 2018年 | 62               | [ 瑞穂市統計 5 ] |
| 2019年 | 62               | [ 瑞穂市統計 1 ] |

## 駅周辺
- バロー（スーパーマーケット）
- 瑞穂市役所巣南庁舎
- 瑞穂市巣南公民館
- 瑞穂市立巣南中学校
- 巣南郵便局
- 五六川

### バス路線
駅前にある公園向かい側に「十九条駅」停留所があり、以下の路線が発着する。
みずほバス
- 馬場十七条線
  - 穂積駅前

※循環系統。左回り・右回り設定がある。

## 隣の駅
樽見鉄道
■樽見線
横屋駅 (TR03) - 十九条駅 (TR04) - 美江寺駅 (TR05)